# Wereldkampioenschappen schoonspringen 2009
Schoonspringen was een van de vijf sporten die deel uitmaakte van de Wereldkampioenschappen zwemsporten 2009, de andere sporten waren zwemmen, openwaterzwemmen, synchroonzwemmen en waterpolo. De wedstrijden vonden plaats van 17 tot en met 25 juli 2009 in Rome, Italië.

## Wedstrijdschema
Hieronder het geplande tijdschema van de wedstrijd, alle aangegeven tijdstippen zijn Midden-Europese Tijd.
| Datum   | Tijd                    | Discipline                                                                    |
| ------- | ----------------------- | ----------------------------------------------------------------------------- |
| 17 juli | 10:00 14:15 17:30       | V 1 m mannen V 10 m vrouwen F 1 m mannen                                      |
| 18 juli | 10:00 12:30 15:30 17:15 | HF 10 m vrouwen V 3 m synchroon mannen F 10 m vrouwen F 3 m synchroon mannen  |
| 19 juli | 10:00 13:45 16:00 18:15 | V 1 m vrouwen V 10 m synchroon vrouwen F 1 m vrouwen F 10 m synchroon vrouwen |
| 20 juli | 10:00 14:00 17:45       | V 3 m vrouwen V 10 m mannen HF 3 m vrouwen                                    |
| 21 juli | 10:00 15:30 18:00       | HF 10 m mannen F 3 m vrouwen F 10 m mannen                                    |

| Datum   | Tijd        | Discipline                                      |
| ------- | ----------- | ----------------------------------------------- |
| 22 juli | 10:00 17:30 | V 3 m mannen HF 3 m mannen                      |
| 23 juli | 13:00 15:15 | V 3 m synchroon vrouwen F 3 m mannen            |
| 24 juli | 13:00 15:45 | V 10 m synchroon mannen F 3 m synchroon vrouwen |
| 25 juli | 13:00       | F 10 m synchroon mannen                         |

## Nederlandse selectie
Nederland heeft vier schoonspringers geselecteerd voor deelname aan de Wereldkampioenschappen in Rome.
Mannen
- Ramon de Meijer
- Yorick de Bruijn

Vrouwen
- Raisa Geurtsen
- Iris Janssen

## Podia

### Mannen
| Discipline:        | Goud:                         | Score  | Zilver:                                      | Score  | Brons:                                | Score  |
| Individueel        |                               |        |                                              |        |                                       |        |
| 1 m plank details  | Qin Kai China                 | 449.00 | Zhang Xinhua China                           | 445.90 | Matthew Mitcham Australië             | 440.20 |
| 3 m plank details  | He Chong China                | 505.20 | Troy Dumais Verenigde Staten                 | 498.40 | Alexandre Despatie Canada             | 490.30 |
| 10 m toren details | Tom Daley Verenigd Koninkrijk | 539.85 | Qiu Bo China                                 | 532.20 | Zhou Lüxin China                      | 530.55 |
| Synchroon          |                               |        |                                              |        |                                       |        |
| 3 m plank details  | Qin Kai Wang Feng China       | 467.94 | Troy Dumais Kristian Ispen Verenigde Staten  | 445.59 | Alexandre Despatie Reuben Ross Canada | 428.64 |
| 10 m toren details | Huo Liang Lin Yue China       | 482.58 | David Boudia Thomas Finchum Verenigde Staten | 456.84 | José Guerra Jeinkler Aguirre Cuba     | 456.60 |

### Vrouwen
| Discipline:        | Goud:                        | Score  | Zilver:                                              | Score  | Brons:                                         | Score  |
| Individueel        |                              |        |                                                      |        |                                                |        |
| 1 m plank details  | Joelia Pachalina Rusland     | 325.05 | Wu Minxia China                                      | 311.90 | Wang Han China                                 | 303.95 |
| 3 m plank details  | Guo Jingjing China           | 388.20 | Emilie Heymans Canada                                | 346.45 | Tania Cagnotto Italië                          | 341.25 |
| 10 m toren details | Paola Espinosa Mexico        | 428.25 | Chen Ruolin China                                    | 417.60 | Kang Li China                                  | 410.35 |
| Synchroon          |                              |        |                                                      |        |                                                |        |
| 3 m plank details  | Guo Jingjing Wu Minxia China | 348.00 | Tania Cagnotto Francesca Dallapè Italië              | 329.70 | Joelia Pakhalina Anastasia Pozdniakova Rusland | 310.80 |
| 10 m toren details | Chen Ruolin Wang Xin China   | 369.18 | Haley Ishimatsu Mary Beth Dunnichay Verenigde Staten | 324.66 | Pandelela Rinong Pamg Mun Yee Leong Maleisië   | 321.66 |

## Medaillespiegel
| Plaats | Land                | Goud | Zilver | Brons | Totaal |
| 1      | China               | 7    | 4      | 3     | 14     |
| 2      | Rusland             | 1    | 0      | 1     | 2      |
| 3      | Mexico              | 1    | 0      | 0     | 1      |
| 3      | Verenigd Koninkrijk | 1    | 0      | 0     | 1      |
| 5      | Verenigde Staten    | 0    | 4      | 0     | 4      |
| 6      | Canada              | 0    | 1      | 2     | 3      |
| 7      | Italië              | 0    | 1      | 1     | 2      |
| 8      | Australië           | 0    | 0      | 1     | 1      |
| 8      | Cuba                | 0    | 0      | 1     | 1      |
| 8      | Maleisië            | 0    | 0      | 1     | 1      |
| Totaal | Totaal              | 10   | 10     | 10    | 30     |